# Diplom-Kaufmann (FH) Verwaltungsmanagement
Der Diplom-Kaufmann bzw. die Diplom-Kauffrau (FH) Verwaltungsmanagement ist ein berufsqualifizierender Abschluss im Studiengang Öffentliches Management. Das Fach als ordentliches Studium, vielfach auch als postgraduales Studium, an einer Fachhochschule angeboten. Die durchschnittlich festgelegte Studiendauer liegt bei acht Semestern, im Weiterbildungsstudium bei fünf Semester. Die Absolventen schlossen mit dem akademischen Grad Diplom-Kaufmann (FH) ab.
Der Diplom-Studiengang wurde durch ein Bachelor-Programm Öffentliches Management mit einer Regelstudiendauer von sechs Semestern abgelöst.
Zulassungsvoraussetzung für das Studium ist in Deutschland grundsätzlich die Hochschulreife bzw. Fachhochschulreife. Die einzelnen Hochschulen können darüber hinaus noch weitere Voraussetzungen fordern (bspw. Berufserfahrung, spezielle Studienleistungen).
Die Studiengänge für Öffentliches Management (Public Management) vermitteln Kenntnisse in allen Bereichen der öffentlichen Verwaltung und berücksichtigen insbesondere die Erfordernisse des „New Public Management“. Die Lehrgebiete im Studium umfassen in der Regel die Wirtschaftswissenschaften (Betriebswirtschaftslehre, Rechnungswesen und Controlling, Marketing, Personalmanagement, Projekt- und Qualitätsmanagement), die Sozialwissenschaften (Kommunikation, Sozialforschung und Statistik, Informationsmanagement) sowie die Rechtswissenschaften (Arbeitsrecht, Vertragsrecht).
Verwaltungsmanager sind unter anderem im Personalmanagement, im Controlling, im Marketing, in der Finanzwirtschaft und im Rechnungswesen einsetzbar. Sie sind auch in der Organisationsentwicklung, dem Geschäftsprozessmanagement, dem Qualitäts- und Projektmanagement sowie dem Informations- und Kommunikationsmanagement tätig.
Aufgrund ihrer umfassenden betriebswirtschaftlichen Ausbildung und der vertieften Spezialkenntnisse bieten sich für Verwaltungsmanager breite Einsatzmöglichkeiten (bspw. in Öffentlichen Verwaltung, Energieversorgern, Verkehrsgesellschaften, Wirtschafts-, Arbeitgeber- und Arbeitnehmerverbänden, Hochschulen, Unternehmensberatungen, Wirtschaftsprüfungen usw.).